# Amir Pnueli
Amir Pnueli (hébreu : אמיר פנואלי) est un informaticien israélien né le 22 avril 1941 et mort le 2 novembre 2009 d'une hémorragie intra-cérébrale,.
Il a obtenu le prix Turing et le prix Israël.

## Biographie
Amir Pnueli est né dans le moshav Nahalal en 1941. Son père, qui était enseignant, a fondé le département de littérature hébraïque de l'université de Tel-Aviv. En 1945, sa famille déménage pour Holon. Il étudie les mathématiques au Technion à Haïfa, puis passe son doctorat à l'Institut Weizmann de Rehovot sous la direction du professeur Haïm Leib Pekeris.
Amir Pnueli a reçu le prix Turing en 1996 pour un « travail fondateur introduisant la logique temporelle en informatique et pour des contributions exceptionnelles à la vérification des programmes et systèmes ». Ses travaux ont notamment porté sur les notions de vivacité et d'équité dans les systèmes concurrents et à leur intégration dans les techniques de model checking. En 1998, il reçoit le titre de docteur honoris causa de l'université Joseph-Fourier - Grenoble 1.
Amir Pnueli était professeur à l'Institut Weizmann en Israël et à l'université de New York, aux États-Unis d'Amérique.